# Karolina Waldeck-Pyrmont
Karoline Luise (ur. 14 sierpnia 1748 w Arolsen, zm. 18 sierpnia 1782 w Lozannie) – księżniczka Waldecku i Pyrmontu, księżna Kurlandii i Semigalii. 
Urodziła się jako starsza z dwóch córek (piąte spośród siedmiorga dzieci) księcia Waldecku i Pyrmontu Karola Augusta oraz jego żony księżnej Krystyny Henrietty Birkenfeld-Bischweiler.
15 października 1765 w Arolsen poślubiła następcę tronu Kurlandii i Semigalii Piotra Birona (starszego od siebie o 24 lata), który na tron wstąpił po abdykacji ojca – księcia Ernesta Jana Birona (24 listopada 1769). Para miała jednego syna (1766–1766). 26 sierpnia 1772 małżonkowie rozwiedli się.